# Chiesa di San Michele Arcangelo (Neviano degli Arduini, Mediano)
La chiesa di San Michele Arcangelo è un luogo di culto cattolico dalle forme romaniche e neoclassiche, situato in strada Santa Rita a Mediano, frazione di Neviano degli Arduini, in provincia e diocesi di Parma; è sede di una parrocchia compresa nella zona pastorale della Montagna.

## Storia
Il luogo di culto originario fu eretto in epoca medievale; la più antica testimonianza della sua esistenza risale al 1230, quando la Capelle de Midiliano fu citata nel Capitulum seu Rotulus Decimarum della diocesi di Parma tra le dipendenze della pieve di Scurano.
L'edificio fu nominato anche in un documento del 1299 e nell'Estimo diocesano del 1354; nel Regesto antico del 1494 comparve per la prima volta la dedicazione del tempio a san Michele Arcangelo.
Nel 1564 la chiesa fu elevata a sede parrocchiale autonoma; il luogo di culto versava all'epoca in una situazione di forte degrado, come testimoniato dal resoconto della visita apostolica del vescovo Giovanni Battista Castelli del 1579.
Nel 1650 fu costruita la cappella laterale dedicata alla Madonna, ma le condizioni dell'edificio continuarono ad aggravarsi col tempo, fino al 1770, quando il tempio fu completamente ristrutturato, sopraelevando la navata e risistemando l'interno.
Nel 1863 fu eretto il campanile.
Verso la fine del XX secolo, a causa dell'instabilità del terreno di fronte alla facciata, la porzione anteriore della chiesa subì un cedimento; tra il 1980 e il 2000 furono eseguiti a più riprese alcuni interventi di consolidamento strutturale, allo scopo di impedirne il crollo.

## Descrizione

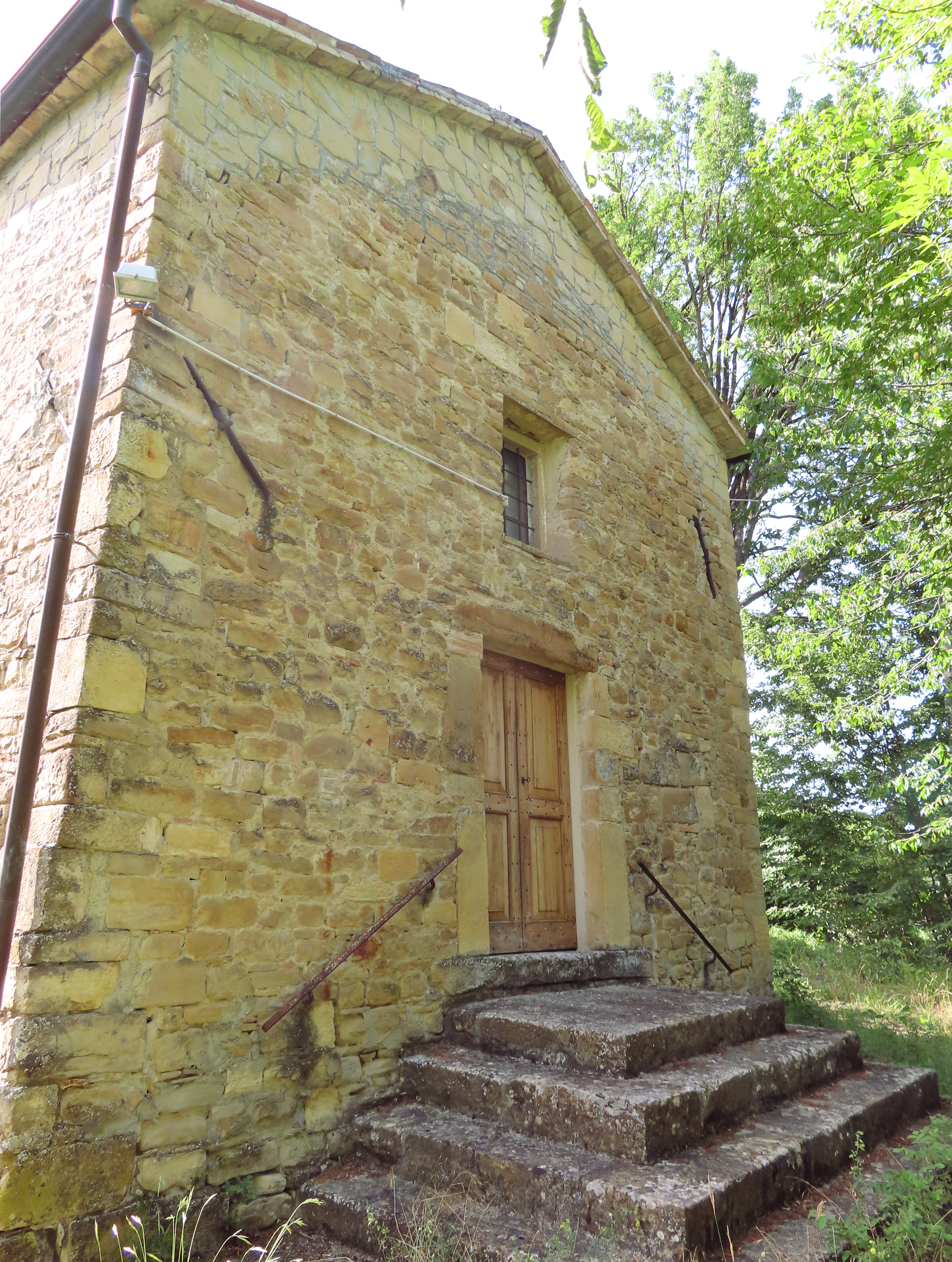
Facciata

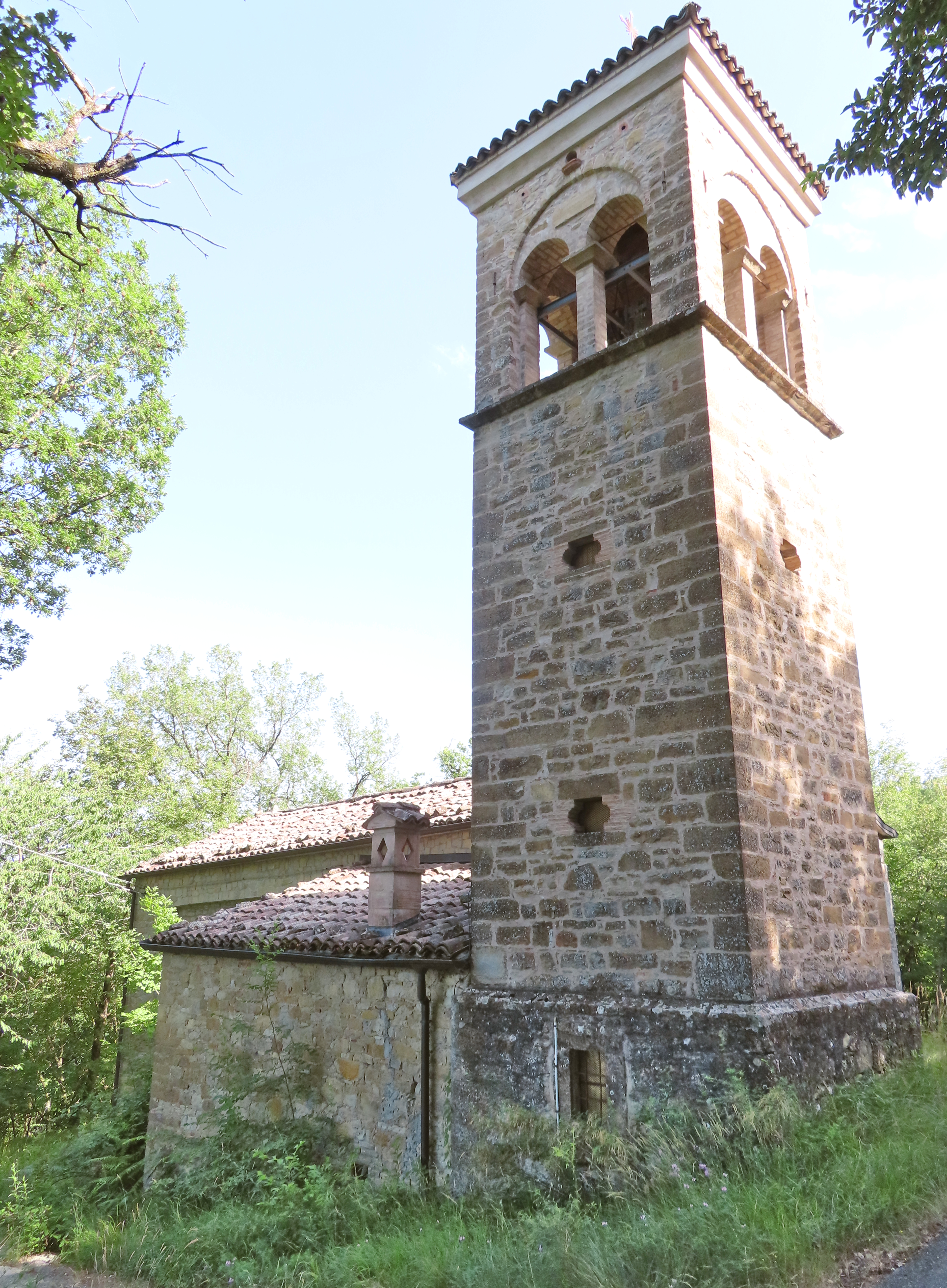
Campanile e lato nord

La chiesa si sviluppa su un impianto a navata unica affiancata da una cappella sulla sinistra, con ingresso a est e presbiterio a ovest.
La semplice e simmetrica facciata a capanna, interamente rivestita in pietra come il resto dell'edificio, è preceduta da una breve scalinata centrale, che conduce al portale d'ingresso; più in alto si apre nel mezzo una piccola finestra rettangolare; in sommità è visibile la sopraelevazione realizzata nel 1770.
Dal fianco sinistro aggetta il volume della cappella; sul lato opposto, in corrispondenza del presbiterio, si eleva il campanile, la cui cella campanaria si affaccia sulle quattro fronti attraverso ampie bifore ad arco a tutto sesto; al suo interno è conservata una campana seicentesca, forse proveniente da un monastero soppresso del modenese.
All'interno la navata, coperta da un soffitto a capriate lignee, è affiancata sulla sinistra dall'ampia arcata a tutto sesto attraverso la quale si affaccia sull'aula la cappella, chiusa superiormente da una volta a botte.
Il presbiterio, lievemente sopraelevato, è preceduto dall'arco trionfale; l'ambiente, coronato da una soffitto a capriate lignee, accoglie l'altare maggiore in muratura a mensa del 1970 circa, ornato frontalmente con un medaglione dipinto con la raffigurazione di Gesù Cristo crocifisso; sul fondo si staglia la pala forse ottocentesca rappresentante San Michele sconfigge il demonio.
La chiesa conserva un calice tardo-gotico in rame sbalzato, donato nel 1507 dalla marchesa Camilla Pallavicino.